# Gazania
Gazania es un género de plantas perteneciente a la familia  Asteraceae. Muchas de las especies de este género se utilizan como plantas ornamentales. Otras son a menudo cultivadas para repoblar suelos áridos por su tolerancia a la sequía. Comprende 79 especies descritas y de estas, solo 19  aceptadas. Es originario del sur de África.

## Taxonomía
El género fue descrito por Joseph Gaertner y publicado en De Fructibus et Seminibus Plantarum. . . . 2(3): 451-452, pl. 173, f. 2. 1791.
Etimología
Gazania: nombre genérico que fue otorgado en honor de Teodoro Gaza (1398-1478), erudito italiano de origen griego y traductor de las obras de Teofrasto del griego al latín.

## Especies aceptadas
A continuación se brinda un listado de las especies del género Gazania aceptadas hasta junio de 2012, ordenadas alfabéticamente. Para cada una se indica el nombre binomial seguido del autor, abreviado según las convenciones y usos.
- Gazania caespitosa Bolus
- Gazania ciliaris DC.
- Gazania heterochaeta DC.
- Gazania jurineifolia DC.
- Gazania krebsiana Less.
- Gazania leiopoda (DC.) Roessler
- Gazania lichtensteinii Less.
- Gazania linearis (Thunb.) Druce
- Gazania maritima Levyns
- Gazania othonnites (Thunb.) Less.
- Gazania pectinata (Thunb.) Spreng.
- Gazania rigens (L.) Gaertn.
- Gazania rigida (Burm.f.) Roessler
- Gazania schenckii O.Hoffm.
- Gazania schenkii O.Hoffm. ex Schinz
- Gazania serrata DC.
- Gazania speciosa (Willd.) Less.
- Gazania tenuifolia Less.
- Gazania thermalis Dinter

## Galería

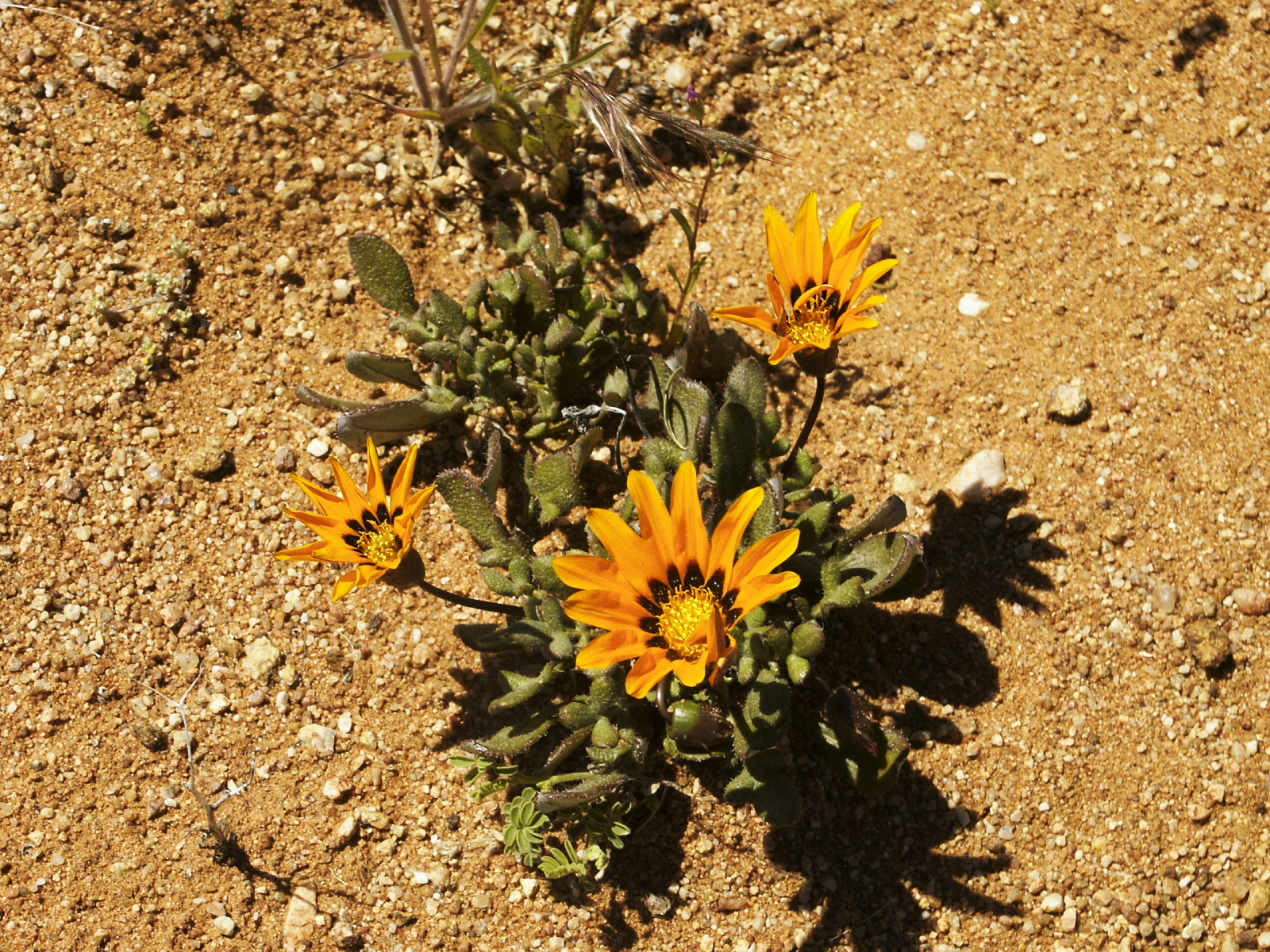
Gazania krebsiana Goegap Reserva natural, Provincia Septentrional del Cabo, Sudáfrica
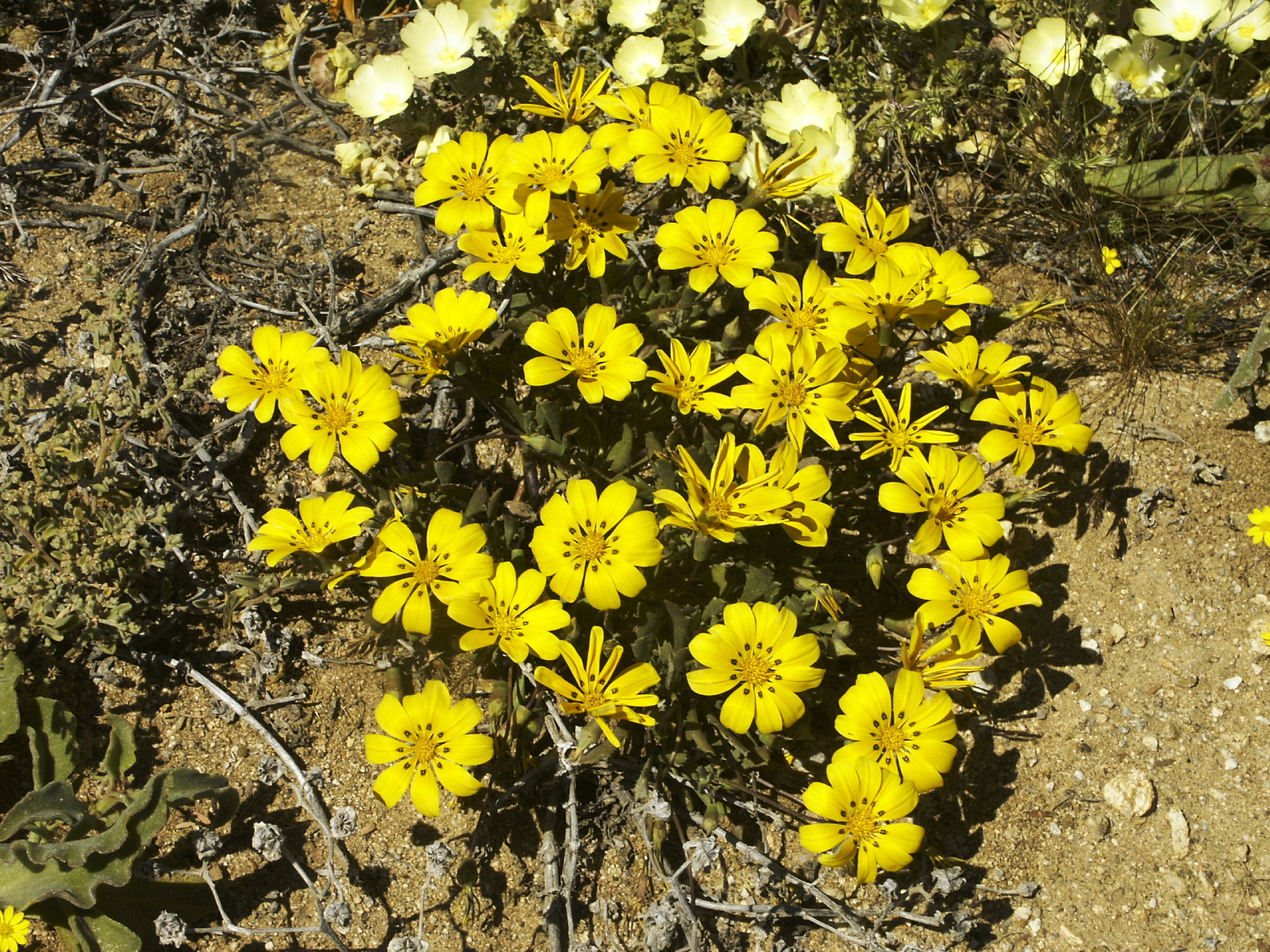
Gazania lichtensteinii Goegap Reserva natural, Provincia Septentrional del Cabo, Sudáfrica
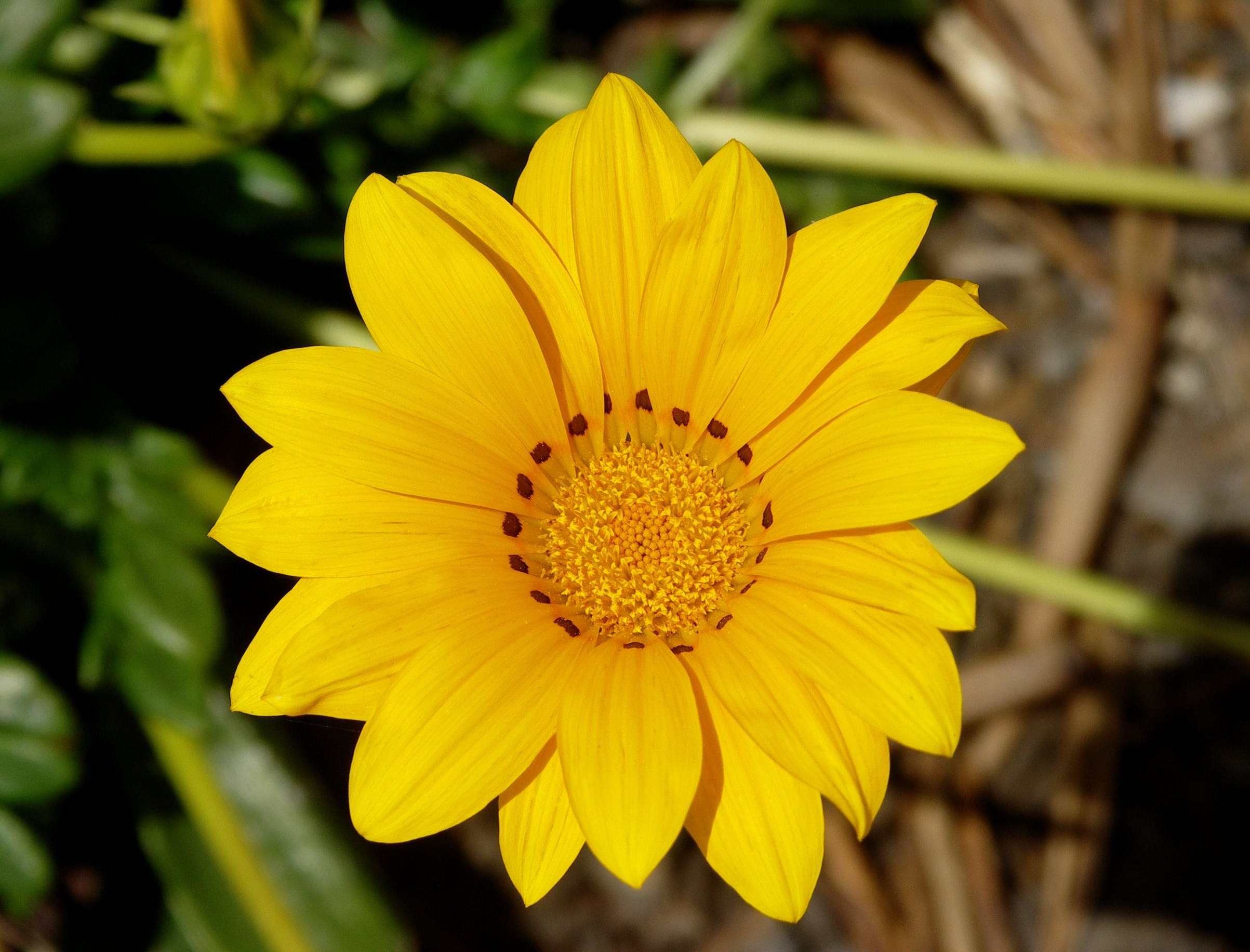
Capítulo de Gazania rigens
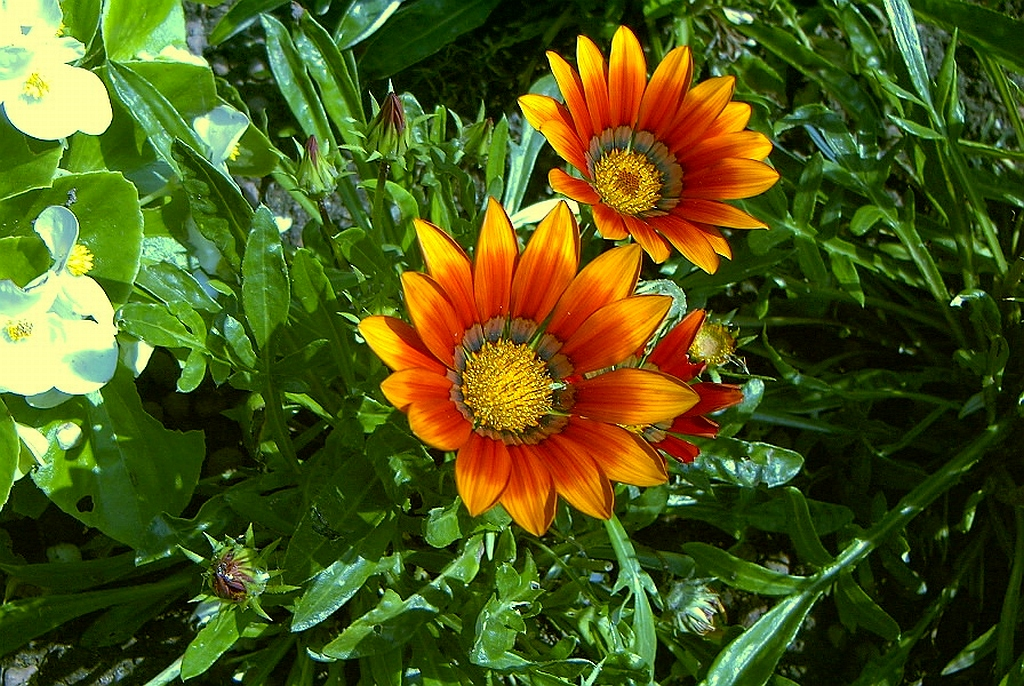
Gazania
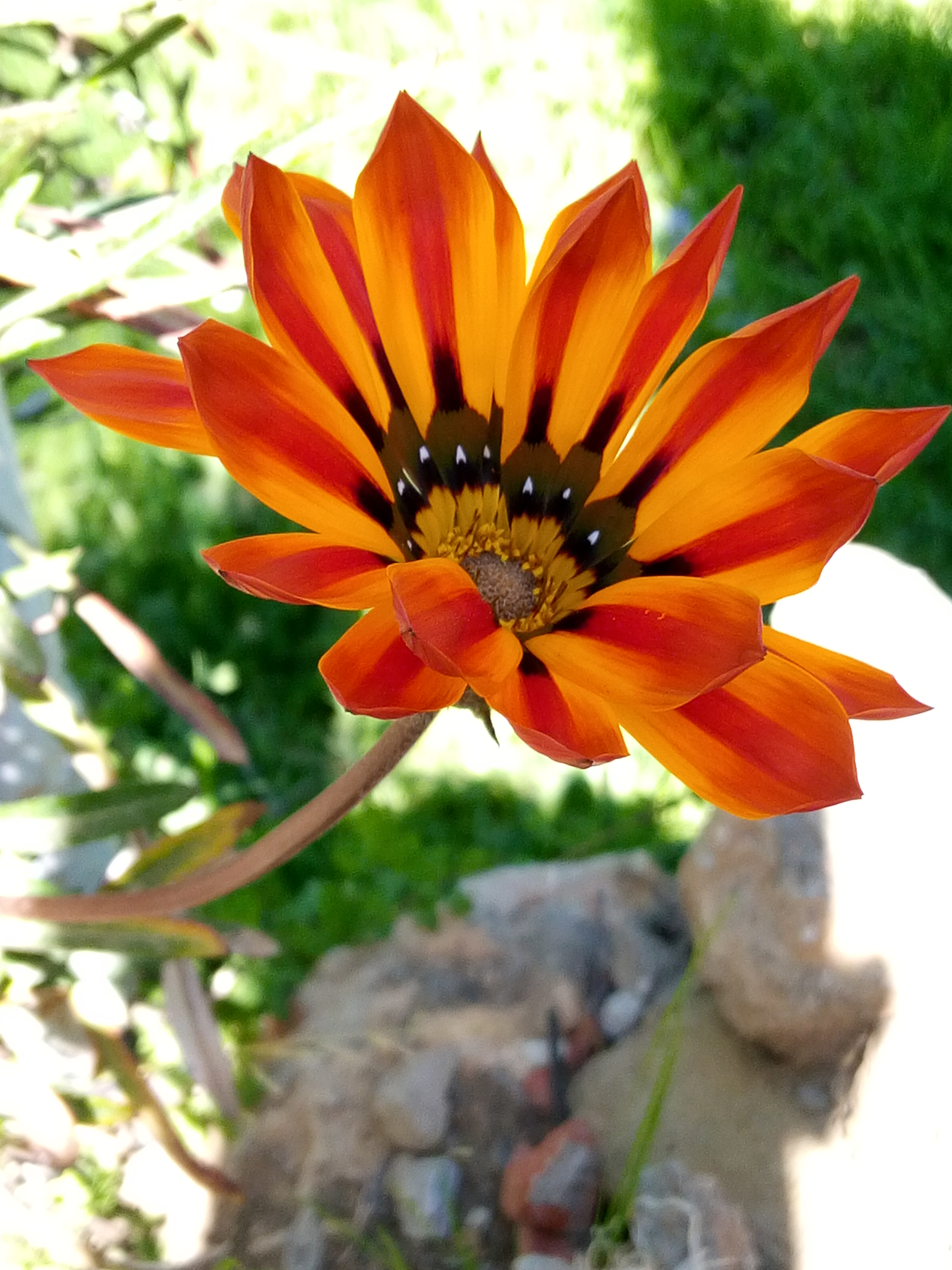
Gazania